# Silvio Hernández
Silvio Hernández del Valle, född 31 december 1908 i Veracruz, död 20 mars 1984 i Mexico City, var en mexikansk basketspelare.
Hernández blev olympisk bronsmedaljör i basket vid sommarspelen 1936 i Berlin.